# Olga Bicherova
Olga Bicherova, née le 26 octobre 1967 à Moscou (RSFS de Russie), est une gymnaste artistique soviétique. 
Elle est mariée au gymnaste Valentin Mogilny de 1986 à la fin des années 1990.

## Palmarès

### Championnats du monde
- Moscou 1981
  -  médaille d'or au concours général individuel
  -  médaille d'or au concours par équipes

- Budapest 1983
  -  médaille d'or au concours par équipes

### Championnats d'Europe
- Göteborg 1983
  -  médaille d'or au concours général individuel
  -  médaille d'or au saut de cheval
  -  médaille d'or au sol